# 하시모토 미유키
하시모토 미유키(橋本みゆき, 5월 14일 ~)는 일본 사이타마현 출신의 여성 가수이다. 란티스에 소속하고 있으며, 주로 미소녀 게임과 애니메이션의 주제가를 불렀다.

## 음반

### 싱글
- ここにいるから… - 2004년8월25일
- and then, - 2005년3월2일
- innocence - 2005년8월24일
- Be Ambitious,Guys! - 2005년9월7일
- Faze to love - 2005년11월2일
- screaming - 2006년4월26일
- Cosmic Rhapsody - 2006년7월5일
- 虹色センチメンタル - 2006년10월25일
- 미열S.O.S!! - 2007년4월25일
- Star☆drops - 2007년9월5일
- 跪くまで5秒だけ! - 2008년1월23일
- Sky Sanctuary - 2008년7월23일
- 初恋パラシュート - 2008년10월22일
- Glossy：MMM - 2009년4월22일
- Princess Primp! - 2009년7월22일

### 앨범
- Lovey-dovey - 2006년6월28일
- Prismatic colors - 2007년6월27일
- Secret masterpieces - 2007년12월19일
- Brilliant Moment - 2008년8월9일
- Double Flower - 2009년9월25일
- espressivo - 2010년11월24일 - LACA-15050